# Keramídi (Magnésie)
Pour les articles homonymes, voir Keramidi.
Keramídi, en grec moderne : Κεραμίδι, est un village et un ancien dème du district régional de Magnésie, en Thessalie, Grèce. Depuis 2010, il est fusionné au sein du dème de Rígas Feréos.
Selon le recensement de 2011, la population du dème compte 423 habitants tandis que celle du village s'élève à 338 habitants.